# Serge-Junior Martinsson Ngouali
Serge-Junior Martinsson Ngouali (ur. 23 stycznia 1992 w Gunnilse) – szwedzko-gaboński piłkarz występujący na pozycji pomocnika w klubie Hammarby IF.
Martinsson Ngouali jest synem Szwedki oraz pochodzącego z Gabonu obywatela Republiki Środkowoafrykańskiej. Urodził się oraz wychował w Szwecji i grał dla młodzieżowych reprezentacji tego kraju. Ze względu na pochodzenie ojca mógł również reprezentować Gabon i Republikę Środkowoafrykańską. 27 grudnia 2016 José Antonio Camacho powołał go do reprezentacji Gabonu na Puchar Narodów Afryki 2017.